# Miguel Davis
Miguel Ángel Martín Davis García (Pocora, Limón, Costa Rica, 18 de junio de 1966) es un exfutbolista costarricense que jugó como defensa.

## Selección nacional
Debutó con la selección el 6 de mayo de 1990 contra Polonia, disputando la totalidad de minutos por la derrota 0-2, el 20 de mayo se enfrentó contra Gales, por la derrota 1-0.
Fue convocado por el técnico serbio Bora Milutinović para participar en la cita mundialista de la Copa Mundial 1990, Davis no tuvo minutos en la cita mundialista, la selección nacional finalizó su competición en octavos de final.
El 29 de abril de 1992, Davis realizó su primera anotación con la selección en un partido amistoso contra El Salvador, la anotación sucedió al minuto 56 por el empate 1-1.

#### Participaciones en eliminatorias
| Eliminatoria               | Sede           | Resultado | Partidos | Goles |
| -------------------------- | -------------- | --------- | -------- | ----- |
| Clasificación Mundial 1994 | Estados Unidos | Eliminado | 2        | 0     |

## Clubes
| Club                | País       | Año       |
| ------------------- | ---------- | --------- |
| L. D. Alajuelense   | Costa Rica | 1989-1991 |
| Municipal Turrialba | Costa Rica | 1992-1993 |
| A. D. Carmelita     | Costa Rica | 1993-1995 |
| C. S. Cartaginés    | Costa Rica | 1995-1998 |
| A. D. Limonense     | Costa Rica | 1998-1999 |

## Palmarés

### Títulos nacionales
| Título                         | Club              | País       | Año  |
| ------------------------------ | ----------------- | ---------- | ---- |
| Primera División de Costa Rica | L. D. Alajuelense | Costa Rica | 1991 |